# Wieża Braniborska

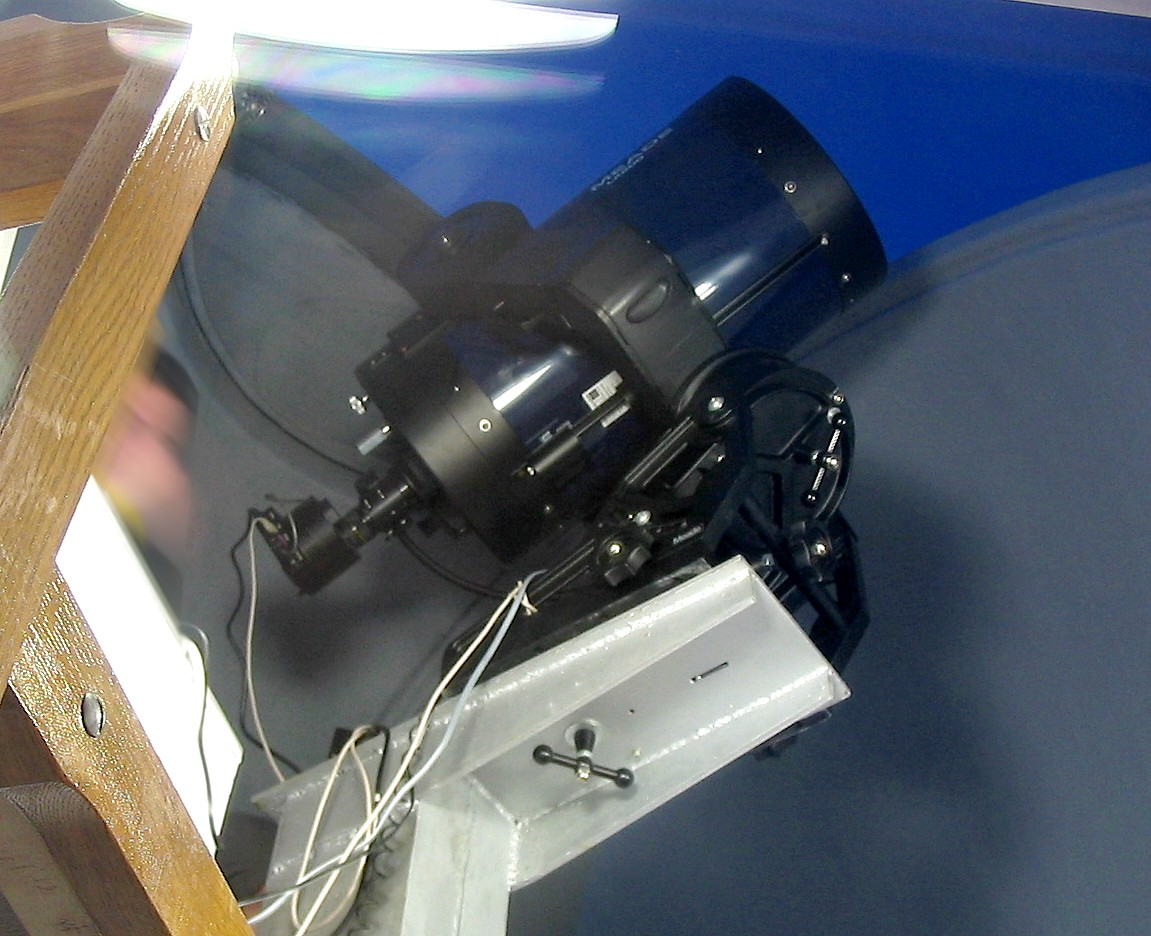
Teleskop na szczycie wieży

Wieża Braniborska w Zielonej Górze – zabytkowa wieża widokowa, a obecnie budynek Instytutu Astronomii im. Jana Keplera (dawniej Centrum Astronomii im. Jana Keplera lub Zielonogórskie Centrum Astronomii) wchodzący w skład Uniwersytetu Zielonogórskiego. Mieszczą się w niej także Obserwatorium Astronomiczne Uniwersytetu Zielonogórskiego oraz Zielonogórski Oddział Polskiego Towarzystwa Miłośników Astronomii. Wybudowana w latach 1859–1860 początkowo była restauracją-winiarnią z wieżą widokową. Mocno zaniedbana, została w 1988 roku gruntownie odrestaurowana. W 2005 roku przebudowano szczyt wieży, zwieńczając ją obrotową kopułą, pod którą umieszczono teleskop.
Wieża Braniborska znajduje się w Zielonej Górze, na osiedlu Braniborskim, przy ul. Lubuskiej 2.
Przymiotnik braniborski pochodzi z języka górnołużyckiego i oznacza w tym języku pobliską krainę w Niemczech – Brandenburgię.